# Булевар Периферик
Булевар Периферик (франц. Boulevard Périphérique), који се понекад назива "Периф", је аутопут у облику прстена - обилазница у Паризу, у Француској. Уз неколико изузетака (види Структура и распоред), налази се дуж административне границе Париза.
Ограничење брзине је 70 км/ч. Сваки прстен углавном има четири саобраћајне траке, без зауставне траке. На спајањима, кружни саобраћај у крајњој десној траци (одвојен од осталих трака у овој тачки непрекидном белом линијом лево) мора уступити првенство за улазећа возила.
Када се путује брзином законски ограниченом, потребно је око 30 минута да се прође пун круг.

## Историја
Француско ратно одељење је завршило зид Тијер – укључујући утврђења, суви јарак, улицу Rue Militaire и велики насип око 1840. 1859. године војна инжењерска служба предала је условну контролу градском већу Париза. Ширење подручја Париза 1860. године, припајањем пограничних заједница, створило је ситуацију да је све у оквиру Тијеровог зида било Париз, а све изван њега није. Тијеров зид, са припадајућим насипом и јарком, довео је до дубоког нарушавања и компликовања синергијског односа између Париза и његових предграђа.
Градско веће Париза започело је претварање неких делова улице Rue Militaire у булеваре 1861. године. Двадесетих година 20. века комплетна демонтажа зида омогућила је даљу изградњу онога што је постало низ од 23 повезана булевара који окружују град, а који су постали познати као Булевари маршала, јер 19 носи име маршала Првог француског царства (1804–1814) који су служили под Наполеоном I. Ово је такође послужило за поновну интеграцију, у великој мери, Париза са његовим предграђима. Концепт Булевара маршала готово је у потпуности реализован до 1932. године, иако су последња три дела, која затварају прстен, завршена тек 2005. године. Булевари маршала изграђени су тик унутар градских граница, остављајући прстен празног земљишта изван периметра.
Изградња Периферика започета је 1958. године, на преосталом земљишту Тијеровог зида, неколико метара уз градски блок, који је био изван Булевара маршала. За разлику од 23 повезана Булевара маршала, читав низ овог прстена носи само једно име Булевар Периферик. Да би ублажио загушења у саобраћају, Булевар Периферик саграђен је више попут аутопута него попут широког булевара и завршен је 25. априла 1973. под председништвом Жоржа Помпидуа. Обезбеђујући руту за четвртину свих париских саобраћајних кретања, брзо је постао најпрометнији пут у Француској. Постао је жртва сопственог успеха са великим загушењима, док густо урбано подручје које га окружује спречава његово ширење.

## Периферик - унутрашњи и спољашњи
Периферик се састоји од две концентричне коловозне траке: ентеријера („унутрашњи прстен“) и екстеријера („спољашњи прстен“). Возила се крећу у правцу кретања казаљке на сату на унутрашњем прстену и супротно од казаљке на сату на спољашњем прстену. Понекад се неки делови пута називају кардиналним правцем. На пример, у јужној половини аутопута, „унутрашњи прстен“ означен је као Périphérique Ouest („западни прстен“) јер саобраћај тече према западу, док је „спољашњи прстен“ означен као Périphérique Est („источни прстен“) како саобраћај тече ка истоку. У северној половини ове ознаке су обрнуте.

## Структура и распоред
Структура Булевара Периферик је слична већини француских ауторута, аутопутева Велике Британије и Комонвелта, и америчких аутопутева у следећим деловима:
- То је аутопут са два прстена, са више трака саконтролисаним прилазима без пресецања или семафора. Максимални уздужни нагиб је 4%.
- Саобраћај у супротним смеровима одвојен је централном разделном површином.

Булевар Периферик такође има неке разлике:
- Возачи који улазе у десну траку имају предност проласка са десне стране, односно приоритет над возилима која су већ на обилазници. Ово потиче из традиционалних правила која важе на париским булеварима.
- Десна трака резервисана је за возила која улазе или се спремају да напусте „нормално“ кретање возила у другим тракама или сам Булевар. Пуна бела линија раздваја недавно придошли саобраћај и промет који се креће. То се ради како би се спречило да улазни саобраћај омета проток кружног саобраћаја у унутрашњим тракама, јер без линије било који саобраћај мора уступити било којем улазном саобраћају дуж свих трака.
- Не постоји зауставна трака, осим око Porte de Gentilly. То значи да удеси могу проузроковати знатне сметње у саобраћају и отежавају хитним службама да стигну до места удеса.

У сваком од два прстена Булевара углавном постоје четири траке. Постоје варијације:
- Двотрачни део између Porte d'Italie и Porte d'Orléans
- Део од пет трака између Porte de Montreuil и Porte de Bagnolet
- Део од три траке између Porte d'Orléans и Porte de Sèvres.

Пуни круг Булевара Периферик износи укупно 35,04 километара, мерено дуж централне траке. Рута помно прати општинске границе Париза. На три места се разилази; у Булоњској шуми и Венсенској шуми (где је коловоз укопан и покривен) и хелидрому у Паризу. Зато што је Булевар изграђен преко старог Тијер зида, његове улазно/излазне рампе и петље поклапају се са градским капијама, или Рortes у том зиду. Пут прелази реку Сену преко мостова узводно код Charenton/Bercy и низводно код Saint-Cloud/Issy.
Означивачи удаљености распоређени су равномерно дуж пута:
- Тачка од 00,0 километара налази се преко реке Сене, узводно од Porte de Bercy, на дилатацијама моста.
- Удаљеност од ове тачке се повећава у смеру казаљке на сату.
- Ознаке удаљености на знаку подвучене су црвеном бојом на унутрашњем прстену, а плавом бојом на спољном прстену.

Висина пута варира:
- 50% је узвишено изнад околине.
- 40% је изграђено у деловима рова, односно испод нивоа тла.
- 10% је на нивоу тла.

Булеваром Периферик могу се кретати најтежа возила дозвољена француским прописима. Постоји ограничење висине од 4,75 метара.

## Контрола брзине
Булевар Периферик је опремљен камерама за контролу брзине како би применило ограничење брзине од 70 км/ч. Камере су оријентисане да фотографишу возило са леђа и према објавама су инсталиране:
На унутрашњем прстену на:
- Porte de Sèvres
- Porte de Champerret
- прелаз the Quai d'Ivry, на крају моста
- Porte de Bagnolet

На спољном прстену на:
- Porte de Châtillon
- Porte de Clichy
- Porte de Pantin
- Porte d'Auteuil

Поред тога, излазне рампе Булевара Периферик често се надгледају ручним радарским уређајима бинокуларног типа; они се активирају када се прекорачи излазна граница од 50 км/ч.
Коначно, током шпица, полицијска возила опремљена радаром налазе се на скривеним местима за проверу на лицу места.

## Надзор мреже и управљање саобраћајем
Стотинак саобраћајних камера инсталирано је на булевару и директно је повезано са контролном собом канцеларије за управљање саобраћајем булевара. На сваких 500 метара дуж булевара (на сваких 250 метара под земљом) налази се 166 телефона за хитне случајеве који годишње преносе 7.000 позива. Телефони за хитне случајеве су сви нумерисани, са непарним бројевима телефона на спољном прстену и парним бројевима телефона на унутрашњем прстену.
Осам полицијских возила током дана и четири ноћу непрестано патролирају булеваром.
750 сензора уграђених у површину пута бележе свако возило које пролази. Ови сензори могу мерити проток, заузетост и брзину саобраћаја на датом делу.
Знакови променљивих порука на булевару пружају информације о времену путовања, које рачунарски систем аутоматски генерише сваког минута користећи податке прикупљене сензорима. Овај систем пружа информације о просечном времену путовања до следећег већег излаза. Ови знакови се такође користе за приказ општих порука као што су несреће, затварање путева, радови на путу итд.

## Остали кружни путеви
Булевар Периферик није једино средство за заобилажење унутрашњости француске престонице:
- Унутар градских граница, Булевари маршала окружују Париз око 100 м унутар Периферика. Ово је скуп урбаних улица са стандардним укрштањима са другим улицама или тунелима испод неких главних рута уласка. Ограничење брзине је 50 км/ч.
- Изван градских граница, А86 (познат и као супер-периферик) окружује Париз на удаљености од 2–7 км од Периферика.
- Отприлике 20 км од Периферика, још један кружни пут назван Франсилијен је при крају изградње.
- Даљи пројекат, Велика обилазница Париза, делимично је изведен.

## Статистика
- Саобраћај у 2010:
  - Отприлике 240.000 возила дневно, односно 2% свих путовања у Паризу,[3] и знатно мање од броја путовања бициклом[4]
  - 89% лаких возила, 7% камиона, 4% мотора
- Укупна дужина: 35,04 км
- Просечна дужина путовања: 7 км
- Ограничење брзине: 70 км/ч
- Просечна брзина радним данима (7-21ч): 43 км/ч